# ميتش براون
ميتش براون (بالإنجليزية: Mitch Brown)‏ هو لاعب دوري الرغبي أسترالي، ولد في 7 نوفمبر 1987 في Sutherland, New South Wales ‏ في أستراليا.